# Ectropothecium aurifolium
Ectropothecium aurifolium är en bladmossart som beskrevs av Edwin Bunting Bartram 1942. Ectropothecium aurifolium ingår i släktet Ectropothecium och familjen Hypnaceae. Inga underarter finns listade i Catalogue of Life.